# 塔特什雷區

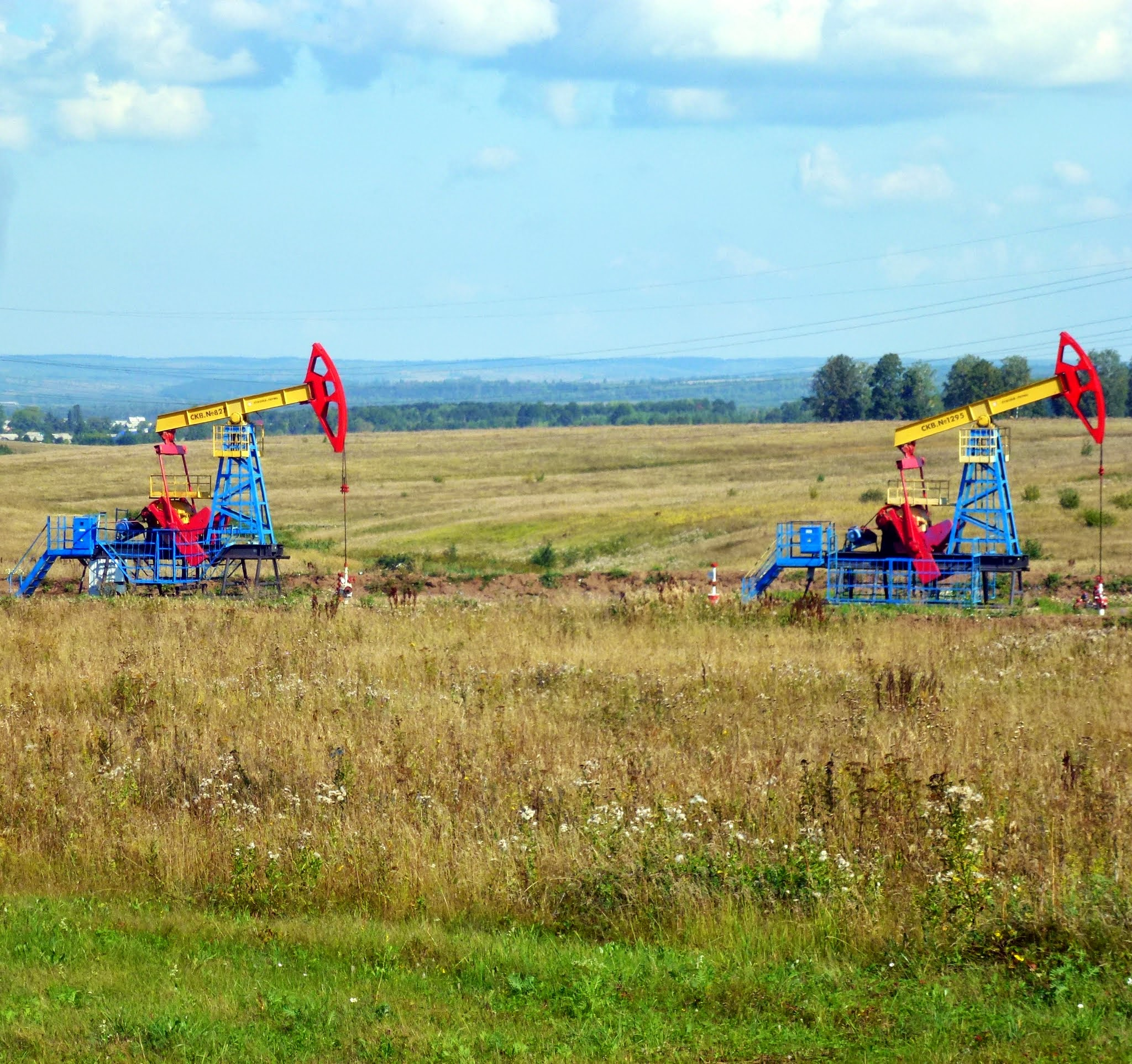

56°17′N 55°51′E / 56.283°N 55.850°E
塔特什雷區（俄语：Татышлинский район），是俄羅斯的一個區，位於該國西南部，由巴什科爾托斯坦共和國負責管轄，始建於1935年，面積1,376平方公里，2010年人口25,159，人口密度每平方公里18.28人。